# Locorotondo (vino)
Il Locorotondo è un vino DOC la cui produzione è consentita nella città metropolitana di Bari e provincia di Brindisi.

## Caratteristiche
- Zona di produzione:

Comprende i terreni dei Comuni di Locorotondo, Cisternino e parte del comune di Fasano.
- Età dei vigneti:

Da 10 a 25 anni.
- Tipologia del terreno:

Terreni argillosi-calcarei siiuati ad una altitudine di 300–400 m s.l.m.
- Sistemi di coltivazione:

Alberello Pugliese e spalliera bassa.
- Vitigni utilizzati:

Verdeca 50%, Bianco d'Alessano 50%.
- N. di ceppi per ettaro:

Mediamente n° 5.500 piante.
- Resa di uva per ettaro:

10.000 kg circa
- Resa in vino per 100 kg di uva:

Litri 60.
- Epoca di vendemmia:

Fine settembre, prima decade di ottobre
- Esame organolettico:

Colore verdolino brillante, profumo leggermente fruttato, ampio ed intenso, gradevole sapore asciutto, morbido, di grande finezza ed armonia.
- Abbinamento gastronomico:

Ottimo come aperitivo, si accompagna ad antipasti magri, verdure, risotti e piatti a base di pesce. Va servito fresco.

## Produzione
Provincia, stagione, volume in ettolitri
- Bari  (1990/91)  12012,0
- Bari  (1991/92)  16498,0
- Bari  (1992/93)  24454,0
- Bari  (1993/94)  15874,0
- Bari  (1994/95)  12486,0
- Bari  (1995/96)  10398,0
- Brindisi  (1990/91)  10105,15
- Brindisi  (1991/92)  9768,85
- Brindisi  (1992/93)  19231,35
- Brindisi  (1993/94)  9933,02
- Brindisi  (1994/95)  8141,07
- Brindisi  (1995/96)  9320,85
- Brindisi  (1996/97)  7083,02

## Curiosità
Per un certo periodo di tempo il Locorotondo è stato pubblicizzato sulla rete pubblica nazionale e servito sui voli intercontinentali dell'Alitalia.